# فيكتور هوغو هرنانديز
فيكتور هوغو هرنانديز (بالإسبانية: Víctor Hugo Hernández)‏ (19 مايو 1986 في المكسيك - ) هو لاعب كرة قدم مكسيكي في مركز حراسة المرمى. لعب مع نادي بويبلا ونادي غوادالاخارا ونادي نيكاكسا وCoras FC ‏ ونادي كيريتارو.

## وصلات خارجية
- فيكتور هوغو هرنانديز على موقع قاعدة بيانات كرة القدم.إي يو (الإنجليزية)
- فيكتور هوغو هرنانديز على موقع AS.com (الإسبانية)